# 章京
章京（穆麟德轉寫：janggin，大词典轉寫：zhanggin），清朝武官的一种，另外四品文书官员也称“章京”。

## 武職章京
“章京”一词来自满语“janggin”，而滿語“janggin”則是漢語“將軍”的轉音。
章京最初主要为武职，由高至低分为四个等级：
1. 昂邦章京
2. 梅勒章京
3. 甲喇章京
4. 牛录章京

## 軍機章京
清朝雍正年間設置軍機處後，配置軍機章京一職。初無定員，於內閣中書、中書科中書內挑選，以原官品秩兼充。乾隆初，定漢缺軍機章京由內閣中書、六部郎中、員外郎、主事、七品小京官，進士、舉人出身者兼充；滿缺軍機章京以內閣中書、六部、理藩院郎中、員外郎、主事、筆帖式兼充。嘉慶四年（1799年）定軍機章京分滿、漢各二班，每班八員，共三十二員，各班設領班軍機章京、幫領班軍機章京各一員，由軍機大臣於章京中揀選擔任。
軍機章京職掌協理軍機處文書收發、繕寫、謄錄、檔管等庶務，亦包含奏摺錄副、承擬諭旨、隨從軍機大臣出差辦事，俗稱「小軍機」。光緒三十二年（1906年）改定軍機章京為實缺，擴編漢缺軍機章京為二十員，定領班軍機章京為從三品、幫領班軍機章京為正四品，在職各員按原品秩實授，累升至正五品止。

## 總理衙門章京
咸豐十年（1861年），設置總理各國事務衙門，仿軍機章京之制，設總辦章京滿、漢各二人，掌承發庶務；幫辦章京滿、漢各一人，襄贊總辦；章京滿、漢各七人；額外章京滿、漢各八人，掌各股事務，輪班值宿。光緒二十七年（1901年）因外務部成立而裁撤。
戊戌变法期间，光绪帝任命康有为在總理衙門章京上行走、谭嗣同、杨锐、刘光第、林旭四品卿衔在军机章京上行走，參贊新政。

## 蒙古旗官员
在清代蒙古盟旗，扎萨克和协理台吉以下，从高到低依次设：管旗章京、梅林章京（副章京）、札兰章京、苏木章京。

## 参阅
- 昂邦章京
- 梅勒章京
- 甲喇章京
- 牛录章京
- 內閣中書